# The Beatles' Hits
The Beatles' Hits är en EP-skiva av den brittiska rockgruppen The Beatles, utgiven den 6 september 1963. EP-skivan anses ofta som ett tidigt exempel på ett greatest hits-album. EP-skivan gavs ut den 17 oktober 1963 i Sverige.

## Låtlista
- Alla sånger är skrivna av John Lennon och Paul McCartney.

| 1. | "From Me to You" | John Lennon, Paul McCartney | 1:56 |
| 2. | "Thank You Girl" | John Lennon, Paul McCartney | 2:01 |

| 1.           | "Please Please Me" | John Lennon, Paul McCartney | 2:03 |
| 2.           | "Love Me Do"       | John Lennon, Paul McCartney | 2:22 |
| Total längd: | Total längd:       | Total längd:                | 8:22 |